# Yarmouth (île de Wight)
Pour les articles homonymes, voir Yarmouth.
Yarmouth est une ville portuaire dans l'ouest de l'île de Wight, au large de la côte sud de l'Angleterre. La ville porte le nom de l'embouchure (mouth) de la petite rivière Western Yar. Les pêcheurs de Port-en Bessin y établissaient leurs quartiers d'hiver lors de la pêche aux harengs.